# Балка Кам'яна (притока Мертвоводу)
Балка Кам'яна — балка (річка) в Україні у Братському районі Миколаївської області. Ліва притока річки Мертвоводу (басейн Південного Бугу).

## Опис
Довжина балки приблизно 6,32 км, найкоротша відстань між витоком і гирлом — 5,35 км, коефіцієнт звивистості річки — 1,18. Формується декількома струмками та загатами. На деяких ділянках балка пересихає.

## Розташування
Бере початок у селі Веселий Роздол. Тече переважно на південний захід через села Шевченко та Вікторівку і впадає в річку Мертвовод, ліву притоку річки Південного Бугу.

## Цікаві факти
- У XX столітті на балці існували молочно,- птице, -свинно-тваринні ферми (МТФ, ПТФ, СТФ), газгольдер та декілька газових свердловин[2].